# 基科·英沙
基科·英沙（英語： Francisco Javier Insa Bohigues，1998年7月25日—）， 是出生于西班牙的马来西亚职业足球运动员，司职中后卫。 目前效力马来西亚超级足球联赛的柔佛DT，也代表马来西亚国家足球队。